# یواس‌اس پاگکیپسی (وای‌تی‌بی-۸۱۳)
یواس‌اس پاگکیپسی (وای‌تی‌بی-۸۱۳) (به انگلیسی: USS Poughkeepsie (YTB-813)) یک کشتی بود که طول آن ۱۰۹ فوت (۳۳ متر) بود. این کشتی در سال ۱۹۷۱ ساخته شد.